# Жажда (монумент)
Вижте пояснителната страница за други значения на Жажда.
„Жажда“ е скулпторна композиция в Брестката крепост, Беларус. Посветена е на загиналите от жажда защитници на крепостта.
Намира се в Цитаделата, на левия бряг на река Мухавец. „Цитадела“ е централното укрепление и гнездо на съпротивата още от 22 юни 1941 г. в началото на Великата отечествена война.
Още в първите часове на битките за крепостта е прекъснато нейното водоснабдяване, както и това на града. Това е жизненоважно събитие, тъй като водата освен за пиене и готвене е необходима и по време на операциите на ранените защитници и за водните охладители на картечниците тип „Максим“.
Брестката крепост от всички страни е заобиколена от реки, притоци на Буг, и много жени, войници, командири загиват при опит за донасяне на вода. Възможните точки, от които може да се попълнят запасите, са под постоянен прицелен огън, а през нощта са осветявани с прожектори. По-късно при разкопки около такива маста по бреговете на реките са открити множество пробити от куршуми каски, чаши, войнишки кепета, баки и тела на смело загинали хора.
Скулпторната композиция е оформена като фигура на войник, който пълзи и се прокрадва към водата с каска в ръка. Днес се поставят цветя в протегнатата каска. Дължината на мемориала е 13 м. Изграден е от декоративен стоманобетон и тежи 720 тона. Всяка година по нея се извършват реставрационни работи. Това се налага поради избледняването на чертите на фигурата, предизвикано от времето. През 2004 г. мемориалът е реставриран със събрани от доброволци средства.
Първообраз на пълзящия към водата герой е поволжският немец старшина Вячеслав Мейер, убит веднага след доставянето на водата. Посмъртно Вячеслав Майер е награден с орден „Велика отечествена война“ II степен.
Мемориалният комплекс „Бреска крепост“ в сегашния си вид, в който може да бъде видян, е открит през 1971 г., на 30-годишнината от началото на нападението над СССР във Втората световна война.